# (27656) 1974 OU1
(27656) 1974 OU1 est un astéroïde de la ceinture principale de 9,808 km de diamètre découvert en 1974.

## Description
(27656) 1974 OU1 a été découvert le 26 juillet 1974 au Complejo Astronómico El Leoncito, un observatoire astronomique professionnel argentin, situé sur les contreforts orientaux de la cordillère des Andes, par Mario Reynaldo Cesco.

### Caractéristiques orbitales
L'orbite de cet astéroïde est caractérisée par un demi-grand axe de 3,3 UA, un périhélie de 2,86 UA, une excentricité de 0,05 et une inclinaison de 10,20° par rapport à l'écliptique. Du fait de ces caractéristiques, à savoir un demi-grand axe compris entre 2 et 3,2 UA et un périhélie supérieur à 1,666 UA, il est classé, selon la JPL Small-Body Database, comme objet de la ceinture principale.

### Caractéristiques physiques
(27656) 1974 OU1 a une magnitude absolue (H) de 12,8 et un albédo estimé à 0,167, ce qui permet de calculer un diamètre de 9,808 km. Ces résultats ont été obtenus grâce aux observations du Wide-field Infrared Survey Explorer (WISE), un télescope spatial américain mis en orbite en 2009 et observant l'ensemble du ciel dans l'infrarouge, et publiés en 2011 dans un article présentant les premiers résultats concernant les astéroïdes de la ceinture principale.